# Cruscades
Cruscades är en kommun i departementet Aude i regionen Occitanien  i södra Frankrike. Kommunen ligger  i kantonen Lézignan-Corbières som ligger i arrondissementet Narbonne. År 2022 hade Cruscades 940 invånare.

## Befolkningsutveckling
Antalet invånare i kommunen Cruscades
Referens: INSEE